# Angra
Angra és un grup brasiler de metal progressiu i power metal. Està influenciada per bandes com Iron Maiden i Helloween.

## Història
La formació primigènia d'Angra es remunta a 1992 i està composta per Andre Matos a les veus i teclat, Andre Hernandes en la guitarra, Rafael Bittencourt en la guitarra, Luis Mariutti al baix i Marco Antunes a la bateria. Influenciada pel melodic/heavy metal clàssic de grups com Helloween o Stratovarius l'estil d'Angra continua en la línia de les guitarres ràpides amb altíssims components de caràcter melòdic i veus agudes a l'estil de Michael Kiske o Bruce Dickinson.
L'any 1992 publiquen la seua primera maqueta, Reaching Horizons on, a més de les influències ja esmentades, s'inclouen melodies ètniques i una mica de Metal Progressiu.
No és, això no obstant, fins a l'any 1993, amb la publicació del seu primer àlbum Angels Cry que es tornaran mundialment coneguts. Aquest és un disc en el qual ja es posa de manifest l'estil propi de la formació, que compta amb la bateria d'Alex Holzwarth (Sieges Even),(Rhapsody of Fire) i Thomas Nack (ex-Gamma Ray) com sesionistes, sent Ricardo Confessori el bateria oficial; i la seua maduresa musical com grup power amb algunes reminiscències de speed metal. En 1996 Angra, amb el seu cautivador Holy Land, potser el seu millor i més complet treball que, amb cançons com Carolina IV, arriba a la màxima esplendor en matèria de power metal simfònic dels anys 90.
A l'any següent graven el directe Holy Live un EP gravat a França que inclou alguns dels seus èxits. En 1998, publiquen el seu tercer disc, potser el més heavy de tots, Fireworks, disc que produiria algunes fallides en el grup per trencar el seu caràcter melòdic. El grup es fragmentà. Només quedaren Loureiro i Bittencourt, qui reclutaren a Edu Falaschi, actual vocalista del grup i antic cantant del grup Symbols, al baixista Felipe Andreoli i al bateria Aquiles Priester.
La nova formació demostrà la seua qualitat en el seu següent disc, Rebirth (2001), un autèntic renaixement de la banda i on el power metal més clàssic torna a dominar el centre de les composicions.
En 2004, el seu següent disc es presenta com un treball de metal progressiu resultat de tres anys de treball continu on Rafael Bittencourt i Kiko Loureiro ens brinden els solos més ràpids que s'havien escoltat en la història de la banda. Tempere Of Shadows suposa un canvi, una fusió entre el power metal i el heavy progressiu. Aquest disc és una estupenda barreja de diferents estils musicals, (típics de Brasil o no) on aconsegueixen traure-li el màxim partit a cada instrument. Així mateix, compta amb diverses col·laboracions d'altres artistes famosos i consolidats del panorama musical del metal. Com curiositat, dir que el disc sencer descriu el recorregut d'un personatge des del seu naixement fins a la seua resurrecció.
Aquest disc compta amb les col·laboracions d'Hansi Kursch (Blind Guardian) per al tema Winds Of Destination. Kai Hansen (Gamma Ray) en el Tema Temple Of Hate, Sabine Edelsbacher (Edenbridge) en els Temes Spread Your Fire i No Pain For The Dead, finalment el cantant brasiler Milton Nascimento col·labora en el tema Late Redemption
Al juliol de 2006 comença l'enregistrament del seu últim disc titulat Aurora Consurgens (basat en un llibre del segle XIV) mantenint els mateixos components del grup. A l'octubre, el disc va eixir al mercat. Com innovació, el primer single pogué ser descarregat des de la pàgina oficial (incloses les portades). A diferència de Temple of Shadows, no és un disc conceptual, encara que si temàtic i parla d'alguns dels diferents estats mentals que un humà pot arribar a tenir. Aquest CD es caracteritza per un so molt més potent, directe, més heavy metal i no tan power metal com en discos anteriors. No obstant això segueix sense perdre l'essència que caracteritza a Angra, que són els tocs progressius (molt bé utilitzats) i els arranjaments brasilers (The Course of Nature, So Near so Far).
Podríem dir que és una banda que col·labora amb el desenvolupament musical del progressiu (en general) i de "fusions", donada la varietat d'estils amb els quals es vinculen en cançons, al llarg de la seua història, o fins i tot dins d'un mateix disc.
Al març del 2009, s'anuncià el retir d'Aquiles Priester i el retorn de Ricardo Confessori.

## Membres

### Actuals
- Eduardo Falaschi - veu (2001-present)
- Kiko Loureiro - guitarra (1991-Present)
- Rafael Bittencourt- guitarra (1991-Present)
- Felipe Andreoli - baix (2001-Presente)
- Fábio Laguna - teclats (2004-Present)
- Ricardo Confessori - bateria (1994-2000)(2009-present)

### Anteriors
- Andre Matos - veu (1991-1998)
- Luís Mariutti - baix (1991-2000)
- Leck Filho - teclats (1993- 1998)
- Marco Antunes - bateria (1991-1992)
- Alex Holzwarth - bateria (1993-1994)
- Aquiles Priester - bateria (2001-2009)

## Discografia
- Reaching Horizons (Demo) (1992).
- Angels Cry (1993).
- Evil Warning (Senzill) (1996).
- Holy Land (1996).
- Freedom Call  (EP) (1996).
- Live Acoustic At FNAC (Senzill) (1996).
- Holy Live (Directe) (1997).
- Unplugged Live - Live at Buenos Aires (1997).
- Lisbon (Single) (1998).
- Fireworks (1998).
- Rainy Nights (Senzill) (1998). Va ser l'últim àlbum amb la formació original. La música va ser composta per Andre Matos, Kiko Loureiro i Rafael Bittencourt, mentre que les lletres per Andre Matos. La cançó va ser inclosa com bonus track en l'edició japonesa de l'àlbum Fireworks, del mateix any. En l'àlbum es pot trobar la mateixa cançó en diferents versions, la primera és l'edició original de l'àlbum Fireworks, la segona amb més teclats i menys sols, per a la seua promoció en ràdio i l'última és una versió instrumental.[1][2]
- Carry On  (1998).
- Angry Maiden - Live in le Zenith, Paris (1999).
- Acid Rain (Senzill) (2001).
- Rebirth (2001).
- Hunters and Prey (EP) (2002).
- Rebirth World Tour - Live in São Paulo (Directe) (2002).
- Temple Of Shadows (2004).
- Aurora Consurgens (2006).
- Aqua (2010).
- Angels Cry: 20th Anniversary Tour - Live (2013).
- Secret Garden (2014).
- ØMNI (2018).
- ØMNI Live (2021).